# Boophis majori
Boophis majori és una espècie de granota de la família dels mantèl·lids endèmica de Madagascar.